# Tipula florilega
Tipula florilega är en tvåvingeart som först beskrevs av Carl von Linné 1758.  Tipula florilega ingår i släktet Tipula och familjen sorgmyggor. Inga underarter finns listade i Catalogue of Life.